# Gérard Chaliand
Gérard Chaliand (15 de fevereiro de 1934 – 20 de agosto de 2025) foi um geopolítico, estrategista militar, poeta e escritor francês de origem armênia. É conhecido por seus estudos de campo sobre guerras irregulares, guerrilhas e conflitos de descolonização em diversas regiões do mundo.

## Biografia
Chaliand nasceu em 1934 em uma família de origem armênia. Estudou no Institut national des langues et civilisations orientales (INALCO), em Paris, e obteve doutorado em Sociologia Política na Universidade Paris-Descartes com a tese Révolutions dans le Tiers-Monde: mythes et perspectives, sob orientação de Maxime Rodinson.
Durante as décadas de 1960 e 1970, atuou como observador participante em diversos conflitos de descolonização e guerrilhas ao redor do mundo, incluindo a Guiné-Bissau, o Vietnã do Norte, a Colômbia, os movimentos palestinos na Jordânia e no Líbano, a Eritreia e o Curdistão.
Foi professor na Escola Nacional de Administração entre 1980 e 1989, na Escola Militar Especial de Saint-Cyr de 1993 a 1999 e dirigiu o Centre européen d’étude des conflits de 1997 a 2000. Também atuou como consultor do Centre d’analyse et de prévision do Ministério dos Negócios Estrangeiros da França e como professor visitante em universidades como Harvard, Berkeley e UCLA.